# Achmeta
Achmeta – miasto w Gruzji, w Kachetii i jest centrum administracyjnym gminy Achmeta. Znajduje się po lewej stronie Alazani, niedaleko Wąwozu Pankiskiego. W 2014 roku liczyło 7105 mieszkańców.
Niedaleko Achmety mieści się zabytkowa Cerkiew Kwetera.